# Romanos 12

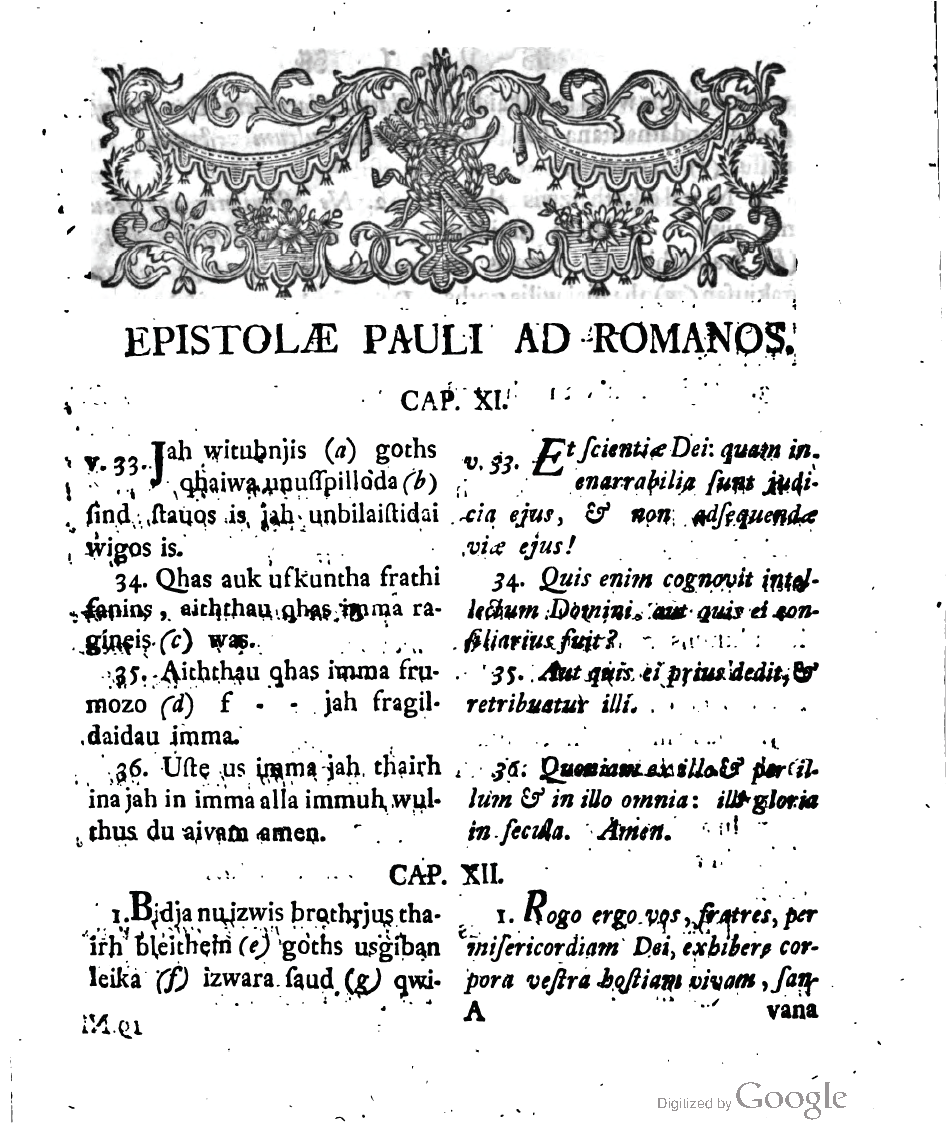
Romanos 11:33-12:1 en la edición de Knittel del Codex Carolinus.

Romanos 12 es el duodécimo capítulo de la Epístola a los Romanos del Nuevo Testamento de la Biblia cristiana. Su autor es Pablo el Apóstol, mientras se encontraba en Corinto a mediados de los años 50 d. C., con la ayuda de un amanuense (secretario), Tercio, que añade su propio saludo en Romanos 16:22.

## Texto
.
.

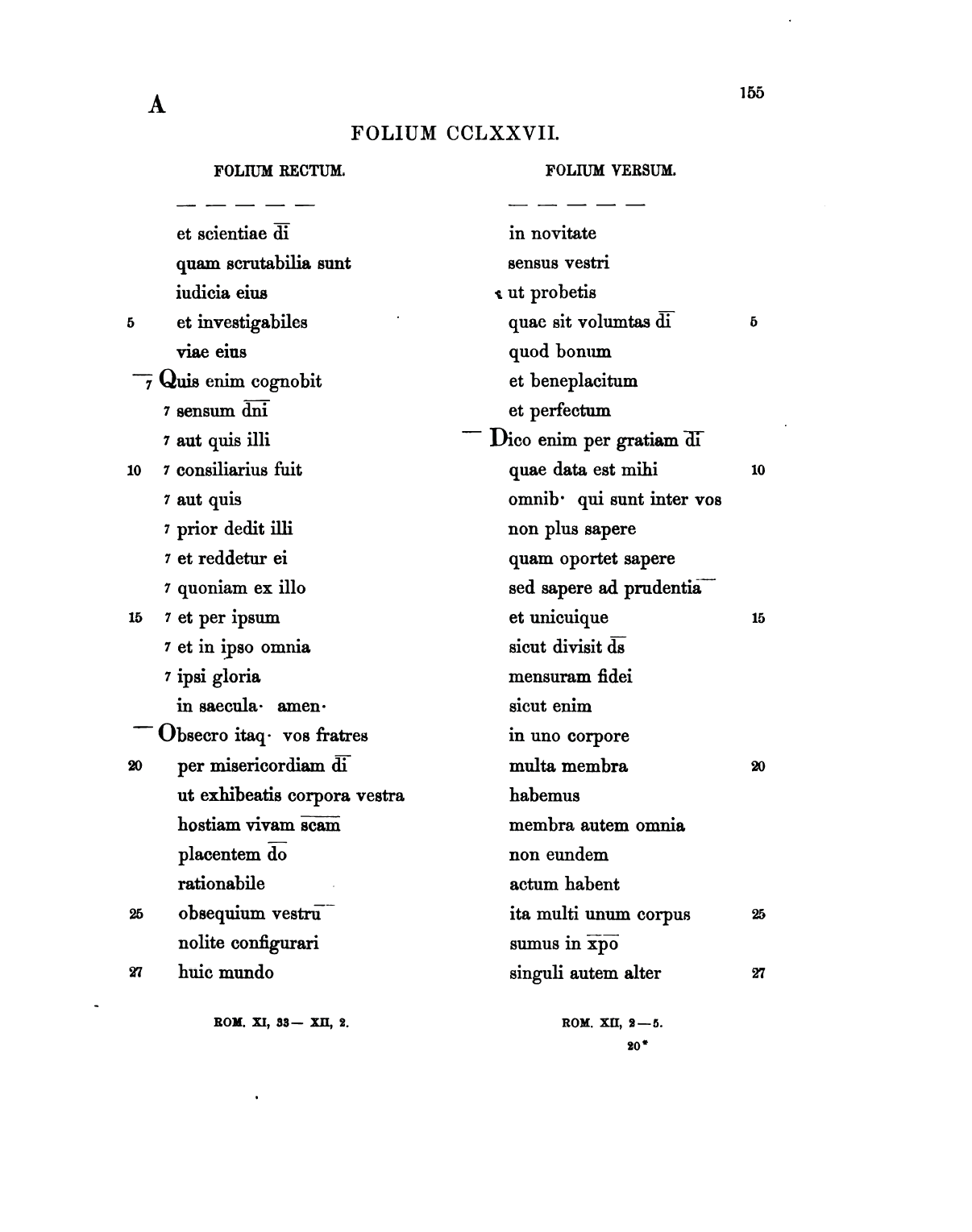
Romanos 11:33-12:5 en la edición de Tischendorf del Codex Carolinus (Monumenta, página 155)

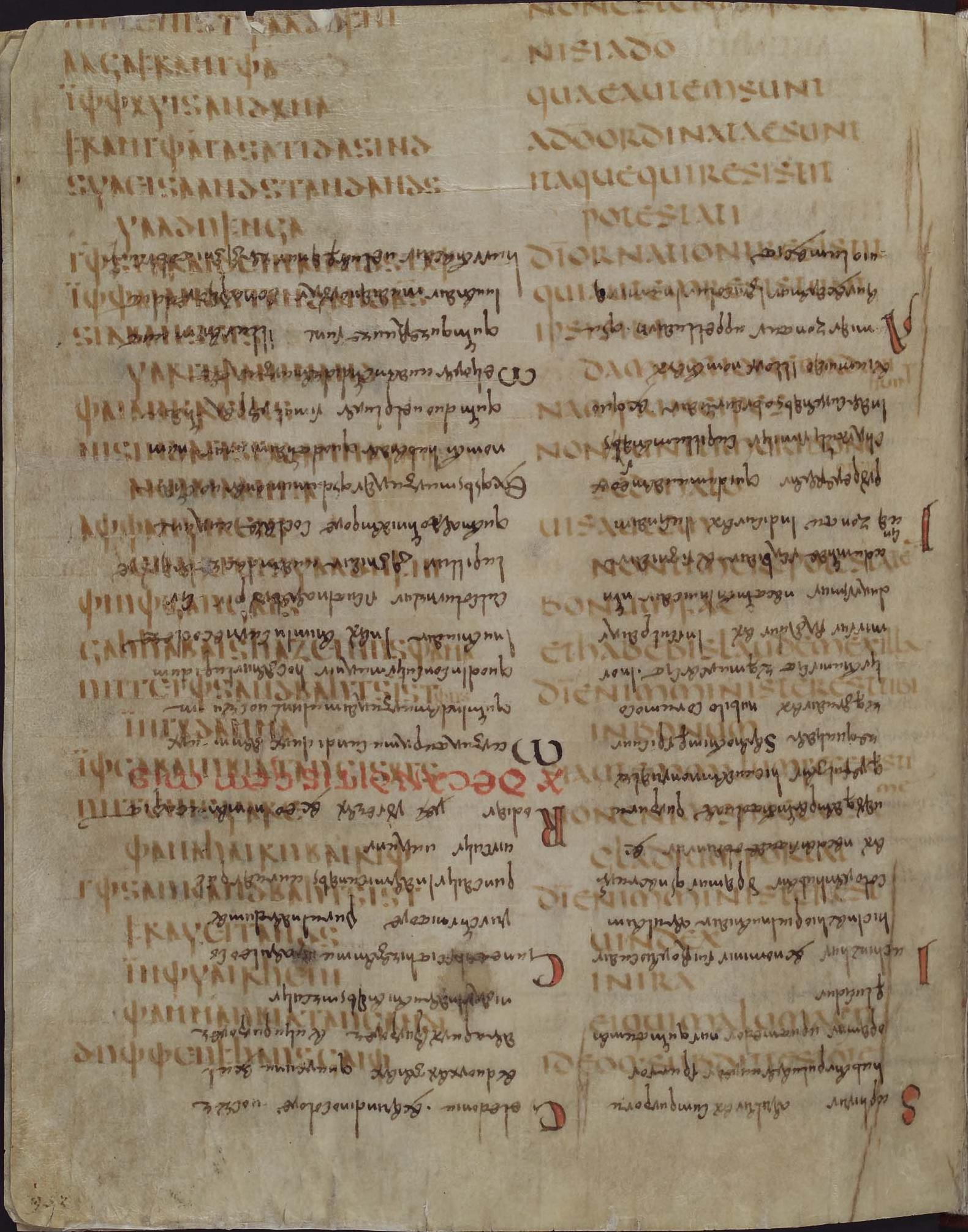
Folio 256 verso del Codex Guelferbytanus 64 Weissenburgensis, página 507, mostrando el palimpsesto con Romanos 12:17-13:1 del Codex Carolinus en la capa inferior; y los escritos de Isidoro de Sevilla en la capa superior al revés

El texto original fue escrito en griego koiné. Este capítulo está dividido en 21 versículos.

### Testigos textuales
Algunos manuscritos antiguos que contienen el texto de este capítulo son:
- En griego:
  - Codex Vaticanus (325-350 d. C.)
  - Codex Sinaiticus (330-360)
  - Codex Alexandrinus (400-440)
- En lengua gótica
  - Codex Carolinus (siglos VI-VII; existen los versículos 1-5, 17-21)
- En latín
  - Codex Carolinus (siglo VI/XVII; existen los versículos 1-5, 17-21)